# Nymphaeum van Nero
Het Nymphaeum van Nero werd in de 1e eeuw n.Chr. in opdracht van keizer Nero gebouwd in het oude Rome.
Na de Grote brand van Rome in het jaar 64 lag een groot deel van de stad in puin. Nero bouwde op de plaats van een afgebrande wijk zijn grote Domus Aurea. Dit paleis bestond uit meerdere gebouwen op de heuvels Palatijn, Esquilijn en Caelius en het dal daartussen, waar tegenwoordig het Colosseum staat. Tegen de noordoostelijke wand van de Caelius liet hij een bijzonder groot nymphaeum bouwen, dat vanaf de paleisvleugel op de Esquilijn kon worden gezien.
Het nymphaeum werd gebouwd in het park van het paleis. Het stond tegen het grote platform dat boven op de Caelius was aangelegd om de Tempel van Claudius te kunnen bouwen. Het bouwwerk was 167 meter lang en 11 meter hoog. Het was gebouwd uit beton, dat met marmer was bekleed. Over de gehele lengte was het nymphaeum versierd met zuilen, nissen en een groot aantal fonteinen, die hun water kregen uit de Arcus Neroniani, die gelijktijdig door Nero was gebouwd. Na de dood van Nero in 68 werden de werkzaamheden aan de Domus Aurea stilgelegd en delen van het paleis werden afgebroken. Het is onduidelijk of het nymphaeum wel ooit is voltooid. Al aan het einde van de 1e eeuw n.Chr. verrezen direct voor het nymphaeum een groot aantal gebouwen en werd er een trappenhuis gebouwd dat toegang gaf tot de top van de heuvel.
Bij de aanleg van de Via Claudia in 1880 werd de ruïne van het nymphaeum ontdekt. Alleen de betonnen kern resteert nog, al het marmer is van het monument verwijderd. Zeven vierkante en halfronde nissen zijn bewaard gebleven.

## Bron
- A. Claridge, Rome (Oxford Archaeological Guides), London 1998. pp.307-308. ISBN 019288003-9